# Crime online
Nedetectabil este un film de crimă regizat de Gregory Hoblit după un scenariu de Allison Burnett[*]. A fost produs în Statele Unite ale Americii de studiourile Lakeshore Entertainment și a avut premiera la 25 ianuarie 2008, fiind distribuit de Screen Gems[*]. Coloana sonoră este compusă de Christopher Young[*]. Cheltuielile de producție s-au ridicat la 35.000.000 $. Filmul a avut încasări de 52.700.000 $.

## Distribuție
Rolurile principale au fost interpretate de actorii:

Diane Lane
Billy Burke[*]
Colin Hanks[*]
Joseph Cross[*]
Mary Beth Hurt[*]
Perla Haney-Jardine[*]
Tyrone Giordano[*]
Christopher Cousins[*]
Jesse Tyler Ferguson[*]
Tim de Zarn[*]
Todd A. Robinson[*]
Brynn Baron[*]
Erin Carufel[*]
Peter Gray Lewis[*]
Gray Eubank[*]
Dax Jordan[*]
Betty Moyer[*]
Katie O'Grady[*]
Mike Smith[*]
Gabby Brooks[*]  .